# دوريان لوكس
دوريان لوكس (بالإنجليزية:  Dorianne Laux)‏ (ولدت في 10 يناير 1952 في أوغوستا مين) شاعرة أمريكية، تُرجمت أعمالها إلى لغات عديدة، أشهرها عربيًا ديوان: وحيدةٌ في غرفة أمسح الغبار

## سيرة شخصية
عملت لوكس كأخصائية تغذية، وإدارية لمحطة بنزين، وخادمة أيضًا، قبل حصولها على درجة البكالوريوس في اللغة الإنجليزية من كلية ميلز عام 1988.
درست لوكس في جامعة أوريغون، وهي أستاذة في برنامج الكتابة الإبداعية في جامعة ولاية كارولاينا الشمالية، وMFA في برنامج الكتابة في جامعة المحيط الهادئ. وهي أيضًا محرر مساهم في مراجعة مجلة ألاسكا الفصلية وهي مجلة أدبية نصف سنوية.
تعيش لوكس في رالي بولاية نورث كارولينا مع زوجها الشاعر جوزيف ميلار. ولديها ابنة واحدة.

## الجوائز
- جائزة باترسون لكتاب الرجال
- جائزة رونوك تشوان لكتاب الرجال
- جائزة Pushcart
- زمالتين من الوقف الوطني للفنون [6]
- أفضل شعر أمريكي 1999
- أفضل شعر أمريكي 2006
- أفضل شعر أمريكي 2013
- أفضل شعر أمريكي 2017
- قائمة زمالات غوغنهايم التي منحت في عام 2001
- جائزة أوريغون للكتاب عن حقائق حول القمر، اختارتها منظمة العفو الدولية[3]
- 2006 جائزة لينور مارشال الشعرية عن القائمة المختصرة للحقائق عن القمر
- المتأهل النهائي لجائزة دائرة نقاد الكتاب الوطنية لما نحمله